# Jean-Antoine de Mesmes
Jean-Antoine de Mesmes (* 18. November 1661 in Paris; † 23. August 1723 ebenda) aus der Familie Mesmes war ein französischer Jurist und Mitglied der Académie française.

## Leben und Werk
Jean-Antoine de Mesmes war der Sohn von Jean-Jacques de Mesmes (1630–1688), Mitglied der Académie française, Neffe von Jean-Antoine de Mesmes, genannt d’Avaux (1640–1709), mit dem er nicht verwechselt werden darf, und Großneffe von Claude de Mesmes (1595–1650). Wie sein Vater schlug er die Juristenlaufbahn ein und wirkte am Parlement de Paris, ab 1712 als dessen Oberpräsident. Er war literarisch interessiert und frequentierte den Hof der Herzogin von Maine in Sceaux. Dort gehörte er zum Orden der Biene. Ohne eigene literarische Produktion wurde er 1710 in die Académie française (Sitz Nr. 22) aufgenommen. Er war Offizier im Orden vom Heiligen Geist und Ritter des Michaelsordens. Er starb 1723 im Alter von 61 Jahren.